# Günther Lenske
Günther Lenske (* 17. Juli 1947 in Eutin) ist ein ehemaliger deutscher Mittel- und Langstreckenläufer.
Er startete für den VfR Mannheim, ABC Ludwigshafen und die LAV Rala Ludwigshafen. Erfolgreich war er vor allem bei Staffelwettbewerben. Bei den Deutschen Meisterschaften 1971 wurde er mit der 4-mal-1500-Meter-Staffel Sechster. 1973 erreichte er mit der Staffel Rang fünf und 1976 Platz sieben. Sein größter Erfolg war der Gewinn der Deutschen Meisterschaft 1979 mit der Ludwigshafener 4-mal-800-Meter-Staffel (Hans Giesa, Günter Lenske, Andreas Baranski, Wolfgang Frombold) in 7:28,1 min.

## Persönliche Bestleistungen
- 800 Meter: 1:51,4 min, 1979
- 1000 Meter: 2:23,6 min, 8. Juni 1979, Frankfurt am Main
- 1500 Meter: 3:45,0 min, 1979
- 3000 Meter: 8:18,8 min, 1976
- 5000 Meter: 14:39,4 min, 1979
- 10.000 Meter: 30:40,2 min, 1974